# Tomek Kolczyński
Tomek Kolczyński alias Kold (* 1973 in Gdańsk, Polen) ist ein Schweizer Musiker, Audiodesigner und Produzent.

## Leben
Kolczyński wuchs in der Schweiz auf und studierte von 1997 bis 2002 Audiodesign bei Wolfgang Heiniger und von 2010 bis 2012 freie Improvisation bei Alfred Zimmerlin und Fred Frith an der Musik-Akademie Basel. Während seines Studiums produzierte er das Album von Christian Zehnder Popple Music (Sound Service Wigra, 2001). Mit Stimmhorn (Band) folgte die CD Igloo (Make Up Your World, 2005), nach einer gemeinsamen Produktion am Theater Basel. Ab 2006 begann er, für diverse deutschsprachige Theater zu komponieren, so für das Theater Basel, die Münchner Kammerspiele, das Burgtheater Wien, das Schauspielhaus Zürich und das Schauspielhaus Hannover. Seit 2006 produziert er regelmässig die Musik für Dokumentarfilme von Edgar Hagen. 2015 entstand ausserdem ein Soundtrack für das Computerspiel Feist von Florian Faller und Adrian Stutz (Bits & Beasts). Seit 2013 ist er Teil des Trios BachSpace mit Tamar Halperin (Piano) und Etienne Abelin (Violine). Ihre Debüt-CD erschien im September 2017 auf dem Berliner Label Neue Meister.
Er unterrichtet seit 2003 an der Musikschule Basel das Fach Producing.

## Auszeichnungen
- 2008 Förderbeitrag des Kantons Thurgau
- 2008/2009 Mitglied des Schweizerischen Instituts in Rom
- 2018 Basler Medienkunstpreis (The several ways I’ve died in my imagination)

## Werkverzeichnis (Auswahl)
Soundtracks
- 2006 Someone beside you, Dokumentarfilm von Edgar Hagen
- 2010 Charly’s Comeback, Fernsehfilm von Sören Senn
- 2013 Reise zum sichersten Ort der Welt, Dokumentarfilm von Edgar Hagen
- 2015 Playfeist, Computerspiel von Florian Faller & Adrian Stutz
- 2019 Wer sind wir, Dokumentarfilm von Edgar Hagen
- 2023 Segnali di vita, Film von Leandro Picarella

Theater Bühnenmusik Live
- 2003 Faust II, Theater Basel, Regie Matthias Günther
- 2006 Wir im Finale, Theater Basel, Regie Lars-Ole Walburg
- 2010 Parzival, Schauspiel Hannover, Regie Lars-Ole Walburg
- 2011 Oops, wrong planet, Theater Basel, Regie Christian Zehnder
- 2013 Peer Gynt, Schauspiel Hannover, Regie Thomas Dannemann
- 2014 Volksrepublik Volkswagen, Schauspielhaus Hannover, Regie Stefan Kägi (Rimini Protokoll)
- 2019 Rotkäppchen und der Wolf. Ein Drama, Schauspiel Hannover, Regie Tom Kühnel

Theater Bühnenmusik Komposition
- 2007 Die Orestie, Düsseldorfer Schauspielhaus, Regie Lars-Ole Walburg
- 2007 Schwarze Jungfrauen, Burgtheater Wien, Regie Lars-Ole Walburg
- 2007 Die Probe, Münchner Kammerspiele, Regie Lars-Ole Walburg
- 2008 Kaspar Häuser Meer, Münchner Kammerspiele, Regie Lars-Ole Walburg
- 2010 Alkestis, Schauspiel Hannover, Regie Tom Kühnel
- 2010 Romeo & Julia, Schauspiel Hannover, Regie Heike M. Goetze
- 2012 Zwanzig Tausend Seiten (von Lukas Bärfuss), Schauspielhaus Zürich, Regie Lars-Ole Walburg
- 2013 Amphytrion, Schauspielhaus Zürich, Regie Karin Henkel
- 2015 Roberto Zucco, Schauspielhaus Zürich, Regie Karin Henkel
- 2015 Floh im Ohr, Schauspiel Hannover, Regie Thomas Dannemann
- 2016 Die Reichsgründer oder das Schmürz, Schauspiel Hannover, Regie Tom Kühnel
- 2017 Medea, Schauspiel Hannover, Regie Tom Kühnel
- 2018 Weltzustand Davos, Schauspielhaus Zürich, Regie Helgard Haug und Stefan Kägi (Rimini Protokoll)
- 2019 Heiner1-4, Berliner Ensemble Berlin, Regie Lars-Ole Walburg
- 2021The Square, Theater Basel, Regie Tom Kühnel

Diverse Produktionen
- 2000 Popple Music, CD, Zehnder with kold (Sound Service Wigra, 2001)
- 2003 Talk with my Turntables, mit Christian Zehnder
- 2004 Igloo, CD, Stimmhorn & kold electronics (Make Up Your World, 2005)
- 2005 Mozart Echos, Recomposed für Radio DRS2
- 2006 Vastzapinside, CD-Trilogie, (kold electronics, 2006)
- 2010 Städtepavillon Basel-Genf-Zürich, Klanginstallation, Expo Shanghai, mit Christian Zehnder
- 2010 Mein Vogel, Soloperformance, Uraufführung Gare du Nord Basel
- 2011 Lovie Lied, CD, mit Gilbert Trefzger & Sandra Hüller, (kold electronics, 2011)
- 2011 Requiem Reloaded, Installative Performance, mit dem Vocalensemble hark!, Basel/Genf/Zürich/Bern/Luzern
- 2013 Bach & Recomposed, mit Tamar Halperin & Etienne Abelin, Uraufführung Gare du Nord
- 2016 Ueberleben, Installative Performance, mit dem Vocalensemble molto cantabile, Sonnenberg Luzern
- 2017 BachSpace, CD, (Neue Meister Berlin, 2017)
- 2018 The several ways I’ve died in my Immagination, Performance mit Legion Seven (Sarah Reid), Uraufführung Fantoche Baden
- 2022 Les valses de Mondello, CD, digital release only